# Italienische Staatsbürgerschaft

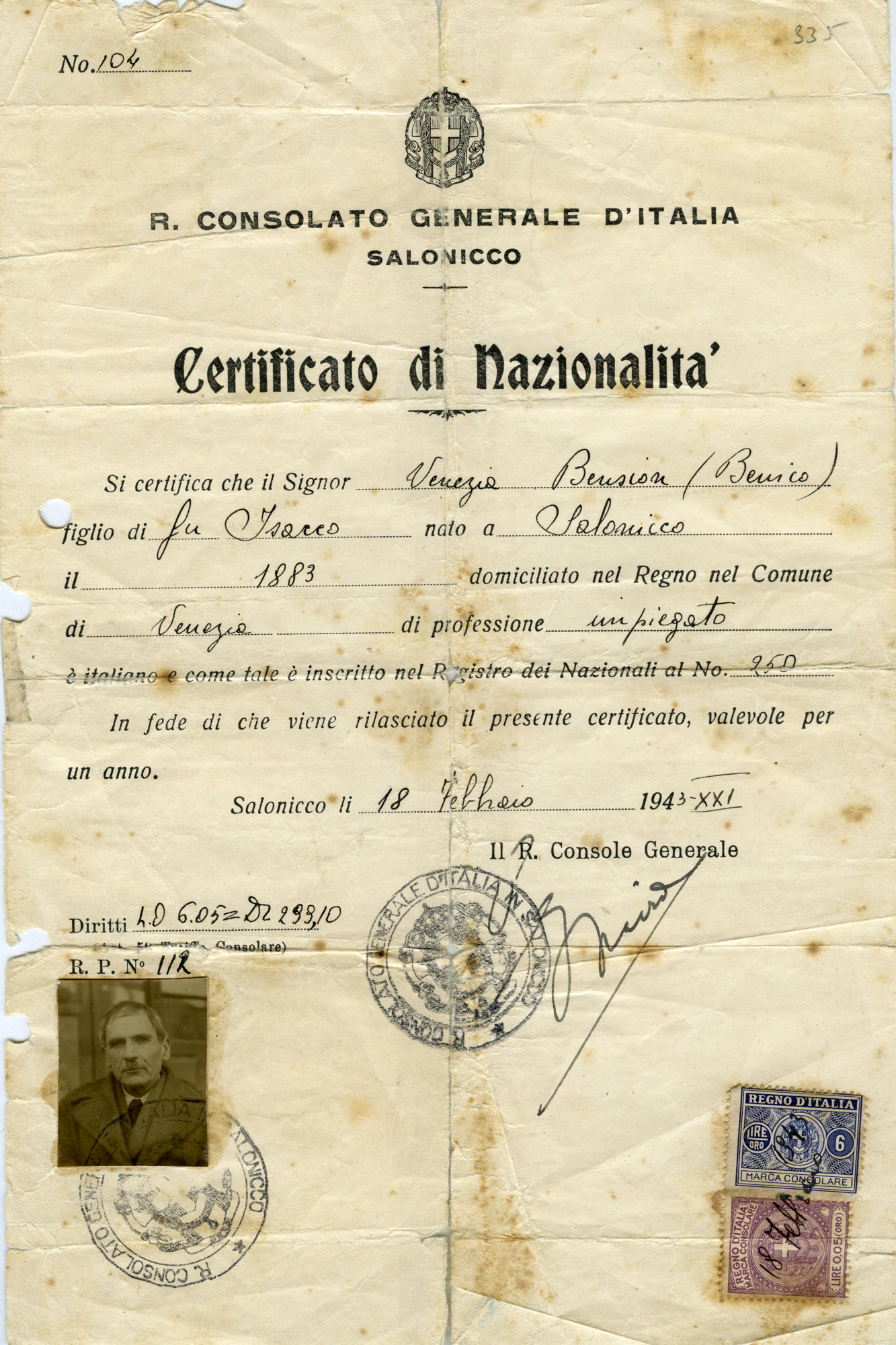
Italienischer Staatsangehörigkeitsausweis ausgestellt 1943.

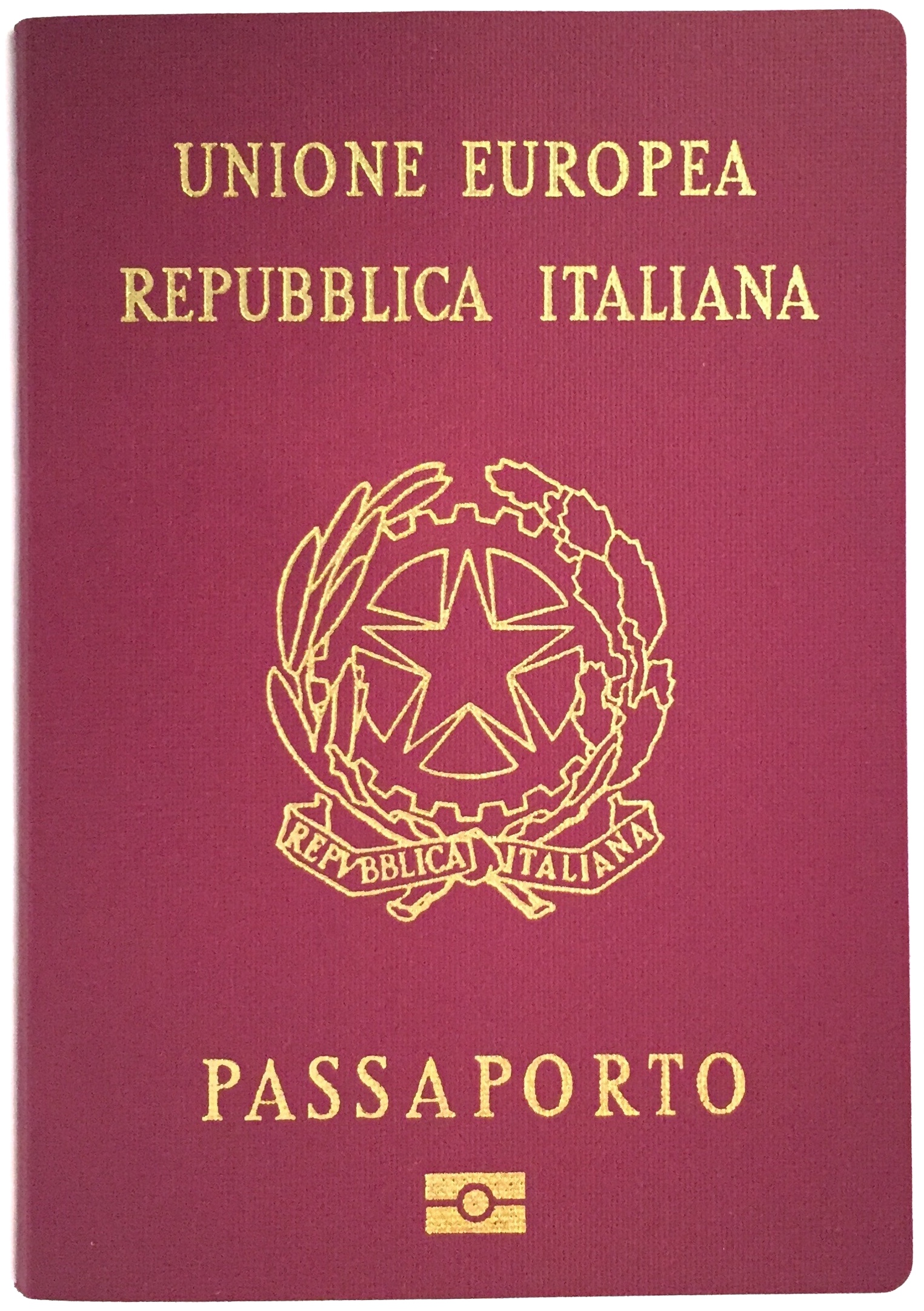
Reisepass der italienischen Republik aus dem Jahr 2006.

Die italienische Staatsbürgerschaft (italienisch cittadinanza italiana syn.: nazionalità’) ist die rechtliche Zugehörigkeit einer natürlichen Person zum seit 1861/70 bestehenden italienischen Staatsverband, die in der Verfassung und im Staatsbürgerschaftsgesetz geregelt wird.
Die Grundlage des italienischen Staatsangehörigkeitsrechtes war das Gesetz vom 13. Juni 1912. Dieses wurde mit Gesetz vom 5. Februar 1992 in vielen Aspekten geändert. Es folgt im Wesentlichen dem ius sanguinis (Abstammungsprinzip), demzufolge die Staatsbürgerschaft über die Eltern vererbt wird.

## Historisches
Der Codice Civile Albertino, in Kraft in Piemont seit 1837, Ligurien ab 1838 und Sardinien 1848 enthielt nur einige wenige Regeln mit Auslandsbezug und Wehrpflicht. Im Lande wohnende Ausländer konnten nach zehn Jahren den König um Einbürgerung bitten. Für Ausländerkinder galt das ius soli.
Analog zu den französischen Vorschriften napoleonischer Zeit wurde im neu vereinigten Italien die Frage der Staatsangehörigkeit im Zivilgesetzbuch geregelt, das 1865 erlassen wurde. Die Regeln unterschieden sich wenig vom damals europaweit üblichen.
Vom italienischen Bürger (soggetto) sprachen Juristen formell, bei internationalem Bezug vom sudditto italiano, der den inländischen Status eines cittadino hatte.
Das Kind eines italienischen Vaters, oder falls dieser unbekannt war einer italienischen Mutter, erwarb die Staatsangehörigkeit durch Geburt. Für Kinder, deren Väter schon seit mindestens zehn Jahren im Lande lebten galt weiterhin ius soli.

Kinder eines Vaters, der vor ihrer Geburt seine italienische Staatsangehörigkeit verloren hatte galten bei Inlandsgeburt als Italiener, bei Auslandsgeburt als Ausländer. Diese hatten ein Jahr nach Erreichen der Volljährigkeit ein Optionsrecht. Sie konnten auch durch Eintritt in den Staatsdienst oder Erfüllung der Wehrpflicht eingebürgert werden. Bei Findelkindern nahm man italienische Eltern an.
Eine Ausländerin, die einen Italiener heiratete, wurde automatisch dadurch eingebürgert und blieb es nach Eheende. Eine Italienerin verlor durch eine Heirat mit einem Ausländer ihre italienische Staatsangehörigkeit allein dadurch sofern das Heimatrecht des Mannes eine automatische Einbürgerung vorsah. Kehrte sie als Witwe nach Italien zurück, konnte sie durch Erklärung am Standesamt wieder eingebürgert werden.
Einbürgerungen erfolgten formal durch Gesetz (bei Gebietserweiterung) oder durch königliches Einzeldekret. Letzteres musste, um wirksam zu werden, beim Standesamt der Wohnsitzgemeinde registriert werden. Dabei war der Untertaneneid zu leisten. Einbürgerungen erstreckten sich auf Ehefrau und minderjährige Kinder, sofern diese im Inland wohnten. Kinder konnten nach Erreichen der Volljährigkeit innerhalb eines Jahres gegen Italien optieren.
Die Staatsangehörigkeit ging verloren, wenn ein Auswanderer vor dem Standesbeamten eine entsprechende Erklärung abgab oder wenn jemand eine fremde Staatsangehörigkeit annahm oder ohne italienische Erlaubnis in den Staatsdienst einer fremden Macht trat. Für Männer bestand trotzdem die Pflicht zum italienischen Wehrdienst weiter, was 1901 auf unter 33-Jährige beschränkt wurde. Frauen und minderjährige Kinder eines Auswanderers verloren ihre Staatsangehörigkeit nicht mit, wenn sie in Italien wohnen blieben.
Ein ehemaliger Staatsbürger konnte wieder eingebürgert werden wenn er, mit Genehmigung der Regierung, ins Land zurückkehrte und vor dem Standesbeamten erklärte wieder im Land leben zu wollen und dies innerhalb eines Jahres auch tat. Ausländische Beamtenstellen und Staatsangehörigkeiten waren dann aufzugeben.
Insofern Erklärungen abzugeben waren, galt eine Statusänderung ab dem folgenden Tag.
Einbürgerungsgesetz
Eine separate Einbürgerungsvorschrift erging 1906.
Einbürgerungen erforderten nun entweder sechs Jahre Wohnsitz im Lande (oder einer Kolonie), oder vier Jahre im Staatsdienst oder drei Jahre in Italien wohnhaft und mit einer Italienerin verheiratet.

## Staatsangehörigkeitsgesetz 1912
Das neue Staatsangehörigkeitsgesetz 1912 sollte angesichts der massenhaften Auswanderung von Italienern, nach Übersee massenhaft seit 1890, auch damit zusammenhängende Fragen zu regeln. Die Rückwanderung sollte erleichtert werden.
Einbürgerungen konnten beantragt werden nach
- 5 Jahren Wohnsitz, bzw. den verkürzten Fristen von 1906,
- in Italien geborene Ausländerkinder bei Erreichen der Volljährigkeit

Doppelstaatlichkeit bei Heimkehrern wurde nun toleriert, blieb aber bis 1986 an sich verboten.
Das Exilantengesetz 1926 erlaubte die Entziehung der Staatsbürgerschaft als Strafmaßnahme für Handlungen, die geeignet waren, Unruhe im Lande zu verbreiten. Durch die Verfassung 1948 wurde dies hinfällig, der Entzug aus politischen Gründen explizit verboten. Zugleich führte man die Gleichberechtigung von Mann und Frau ein. Im Staatsangehörigkeitsrecht galt jedoch das Prinzip der Familieneinheit bis 1975 weiter. Seitdem behalten Italienerinnen bei Ausländerheirat ihre Staatsbürgerschaft. Seit 1983 geben sie diese auch an ihre Ehemänner und Kinder weiter, dies ggf. auch rückwirkend für seit 1948 geborene. Solche Kinder mussten allerdings bis 1996 für eine der beiden Staatsangehörigkeiten optieren.

## Staatsangehörigkeitsgesetz 1992
Seit 1960 gab es immer wieder Vorstöße zu umfassenden Gesetzesreform. Das Martelli-Gesetz zur Einwanderung 1990 war fortschrittlich.
Das neue Staatsangehörigkeitsgesetz 1992 reformierte überholte Vorschriften, blieb aber von dem Gedanken geprägt Italien sei vor allem Auswanderernation.

### Erwerb
Bestimmend blieb das Abstammungsprinzip: Ist Mutter oder Vater Italiener, so erwirbt das Kind ebenfalls die Staatsangehörigkeit per Geburt. Während das alte Recht bei Kindern mit doppelter Staatsbürgerschaft forderte, sich mit der Volljährigkeit für eine der Staatsangehörigkeiten zu entscheiden, erlaubt das neue Recht nun diesen Personen, dauerhaft die mehrfache Staatsangehörigkeit zu behalten. Nachträglicher Erwerb ist möglich im Fall der Adoption und Eheschließung. Seit 2016 ist die Homoehe als unione civile möglich. Hier ist, um Scheinehen zu verhindern, Voraussetzung für die Einbürgerung, dass der Ehegatte eine bestimmte Zeit seinen rechtmäßigen Aufenthalt in Italien hat und nicht straffällig geworden ist.
Einbürgerung
Die Wartezeiten für Einbürgerungen wurden weiter ausdifferenziert:
- 10 Jahre für Nicht-EU-Ausländer (mit Daueraufenthaltserlaubnis)
- 5 Jahre für Staatenlose, anerkannte Flüchtlinge und bei Adoption als Volljähriger
- 4 Jahre für EU-Bürger
- 3 Jahre für Ausländer italienischer Abstammung (2 Generationen); 2 Jahre bei Kindern
- 2 Jahre für Ehepartner [bis 2009: 6 Monate] im Inland, 3 im Ausland.
- in Italien geborene und nachweisbar durchgehend hier wohnende Ausländerkinder bei Erreichen der Volljährigkeit[14]
- sofort bei Adoption als Minderjähriger.

Seit 2009 muss bereits bei Erteilung einer Daueraufenthaltserlaubnis eine Verpflichtungserklärung abgegeben werden innert zwei Jahren Sprachkenntnisse auf A2-Niveau zu erwerben.
Zu den auf Präfekturebene einzureichenden Unterlagen zur Einbürgerung gehören beglaubigte Geburtsurkunden auch der Eltern, Ausweispapiere, Nachweis des legalen Aufenthalts und Strafregisterauszug auch aus dem Heimatland. Dazu Steuererklärungen der letzten drei Jahre. 1994–2004 musste dem Herkunftsland auch der geplante Wechsel angezeigt werden (sog. „dichiarazione di svincolo“). Nach Sicherheitsüberprüfung durch die Polizei (Questura) wird der Antrag an die zuständige Abteilung im Innenministerium geleitet, das weiten Ermessensspielraum hat. Nach weiteren Prüfungen und evtl. Rückfragen wird dem nominell zuständigen Präsidenten der Antrag (in Form einer Sammelliste) vorgelegt. Die gesetzlich maximal zulässige Bearbeitungsdauer eines Antrags ist 730 Tage, nachdem man es allerdings mit Bürokratie zu tun hat, sind fünf bis sechs Jahre Bearbeitungsdauer keine Seltenheit. Ablehnungsgründe sind mangelnde Integration, zu geringe Sprachkenntnisse oder Einkommen. Ist Einheirat Antragsgrund, muss die Ehe bei Abschluss des Verfahrens noch bestehen. Ablehnungen werden begründet, können aber nur sehr eingeschränkt verwaltungsgerichtlich angefochten werden.

Seit 1992 werden die Urkunden in der Wohnsitzgemeinde im Rahmen einer Einbürgerungsfeier übergeben, wobei ein Treueeid zu leisten ist.
Es erfolgt nach Erfüllung der Wartefristen keine automatische Einbürgerung, sondern die Einbürgerung bedarf des Antrags. Daneben kann der italienische Staatsrat auf Antrag des Innenministers auch eine Staatsbürgerschaft verleihen, wenn diese Voraussetzungen nicht gegeben sind. Minderjährige erhalten die Staatsangehörigkeit, wenn sie am 18. Geburtstag mindestens zwei Jahre legal in Italien lebten und die Staatsangehörigkeit beantragen.
Eine mehrfache Staatsbürgerschaft wird bei der Einbürgerung seit 1992 hingenommen.
Wiederaufnahme und mehrfache Staatsangehörigkeit
Das Verfahren zum Erwerb der Staatsbürgerschaft für Personen, die von Italienern abstammen, wurde stark vereinfacht. Anders als in vielen Ländern, die bei heimatlichen Vorfahren für (beschleunigte) Rückbürgerungen eine Zeitgrenze oder Meldevorschriften eingeführt haben, gibt es solche Beschränkungen nicht. Auch gibt es keine Wohnsitzerfordernis in Italien. Seit 2006 werden Sprachkenntnisse verlangt.

Zunächst befristete Sonderregeln erleichterten die Rückbürgerung mit Doppelstaatsangehörigkeit für Personen, die diese während der Zeit des Verbots derselben verloren hatten sowie für Nachfahren von Personen, die in den ehemals österreichisch-ungarischen Gebieten Jugoslawiens automatisch ihre Staatsangehörigkeit gewechselt hatten.

### Verlust
Nach Artikel 12 verliert die Staatsbürgerschaft, wer trotz der Aufforderung auf Verzicht seitens der italienischen Regierung eine öffentliche Stelle oder ein öffentliches Amt eines ausländischen Staates annimmt oder für diesen Wehrdienst leistet und der Aufforderung der italienischen Regierung diesen Dienst zu verlassen nicht innerhalb der gesetzten Frist nachkommt oder wer im Falle eines Krieges mit einem ausländischen Staat eine öffentliche Stelle oder ein öffentliches Amt dieses Staates annimmt bzw. nicht abgibt oder den Wehrdienst für diesen Staat ableistet.
Die Annahme einer fremden Staatsangehörigkeit führt nicht mehr automatisch zum Verlust der italienischen. Wer eine ausländische Staatsbürgerschaft erwirbt, kann nach Artikel 11 auf die italienische Staatsbürgerschaft verzichten, wenn er seinen Wohnsitz im Ausland hat oder dorthin verlegt.
Seit 2003 gilt, dass Italiener, die aufgrund vorstehender Regel ihre Staatsangehörigkeit verloren oder aufgegeben hatten und die ihren Wohnsitz nach Italien verlegen, nach einem Jahr Aufenthalt dort automatisch wieder die italienische Staatsangehörigkeit erlangen.

## Sonderregeln
Durch Änderungen der Grenzen Italiens im 20. Jahrhundert wechselten die Bewohner der betroffenen Gebiete ihre Staatsangehörigkeit ex lege. Meist gab es Optionsmöglichkeiten innerhalb einer bestimmten Frist die vorherige Staatsangehörigkeit zu behalten.

### Deutsch-Österreicher
Durch den Vertrag von Saint-Germain fielen Südtirol, Welschtirol, das Kanaltal und Istrien an Italien. Personen, die zum Stichtag 23. Mai 1915, dem Kriegseintritt Italiens, österreichisches Heimatrecht (ital.: pertinenza) besessen hatten, wechselten automatisch die Staatsangehörigkeit. Volljährige über 18 und Nachfahren von Nicht-Ansässigen hatten ein innerhalb eines Jahres auszuübendes Optionsrecht, das ggf. für Ehefrauen und Kinder mit galt. Optierten sie gegen Italien, hatten sie innerhalb eines Jahres das Land zu verlassen.
Die Richtlinien für die Rückwanderung der Reichsdeutschen und Abwanderung der Volksdeutschen aus dem Alto Adige in das Deutsche Reich vom 21. Oktober 1939 fand auch auf die Volksdeutschen des gemischtsprachigen Territoriums von Tarvis (Provinz Udine) Anwendung.
Während die italienische Regierung heute den Nachfahren ihrer Staatsangehörigen großzügig Aufnahme gewährt, steht sie gegen jeden Ansatz Österreichs, analog die Südtiroler mit entsprechender (doppelter) Staatsbürgerschaft zu versehen.

### Dodekanes
Während der osmanischen Herrschaft galt das Staatsangehörigkeitsgesetz 1869.
Die Regeln betreffend der Staatsangehörigkeit von Bewohnern der Dodekanes, die 1920/2 gemäß dem Vertrag von Vertrag von Sèvres italienisch wurden, unterschieden sich nicht von denen für Südtiroler.
Unmittelbar nach der britischen Besetzung im September 1943 wurden die italienischen Siedler vertrieben und zunächst über Zypern, Ägypten und Palästina verstreut. Aufgrund der Abmachungen der Pariser Friedenskonferenz 1946 wurde zum 7. März 1948 die formelle Vereinigung mit Griechenland vollzogen. Hier galten komplexe griechische Optionsregeln.

### Grenzvertrag von Rapallo

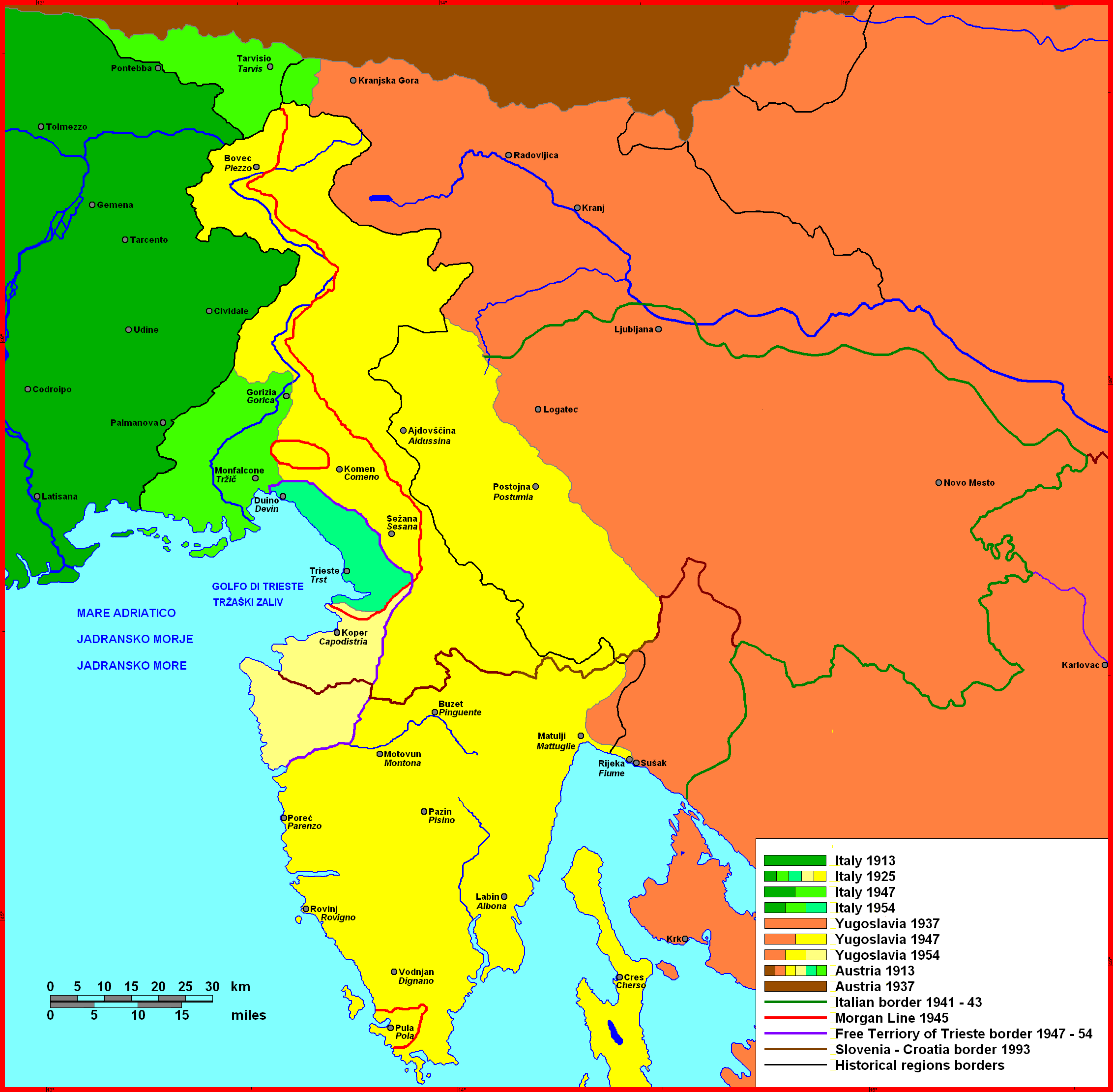
Die mehrfachen Änderungen der Grenzverläufe in und um Istrien führten auch immer zu Staatsbürgerschaftsänderungen der Bewohner, verbunden mit Vertreibung bzw. erzwungener Abwanderung, sprich ethnischer Säuberung.

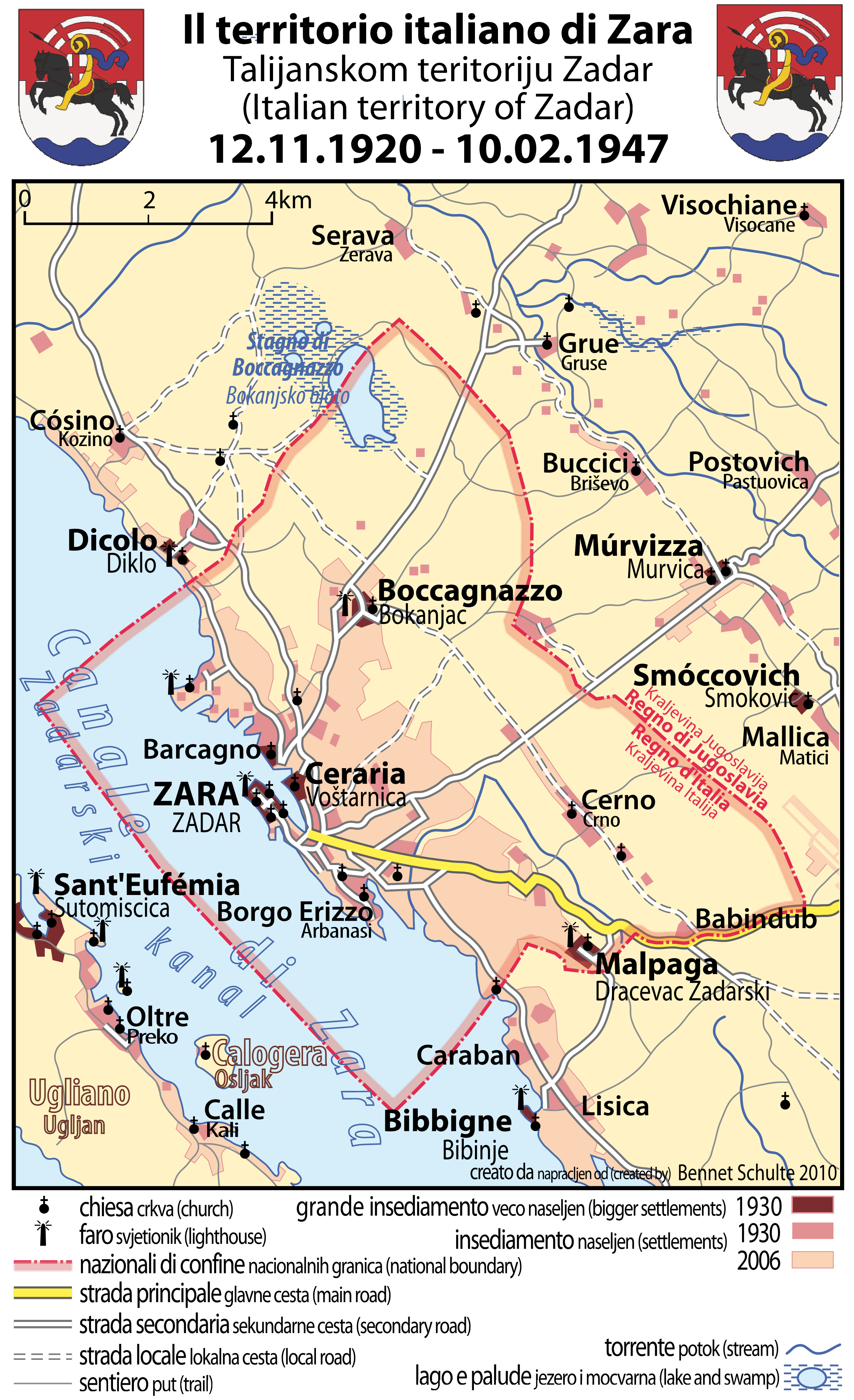
Das italienische Zara innerhalb Kroatiens 1920-47.

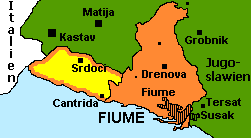
Fiume, von 1920 bis 1924 Freistaat.

Wesentliches Ergebnis war, dass 1920 die Stadt Rijeka (ital. Fiume) einschließlich ihres Hinterlandes zum unabhängigen Freistaat Fiume wurde. Zadar (ital. Zara), der Küstenstreifen und einige Inseln vor der dalmatinischen Küste, darunter die Insel Lastovo (ital. Lagosta), fielen an Italien. Dieses wiederum verzichtete auf seine Ambitionen bezüglich Stadt und Umgebung von Split.
Durch den Vertrag von Rom 1924 übernahm das südslawische Königreich das Mündungsgebiet der Rječina und die Hafenstadt Sušak (ital. Porto Barros). Das restliche Fiume wurde italienisch.

### Juden

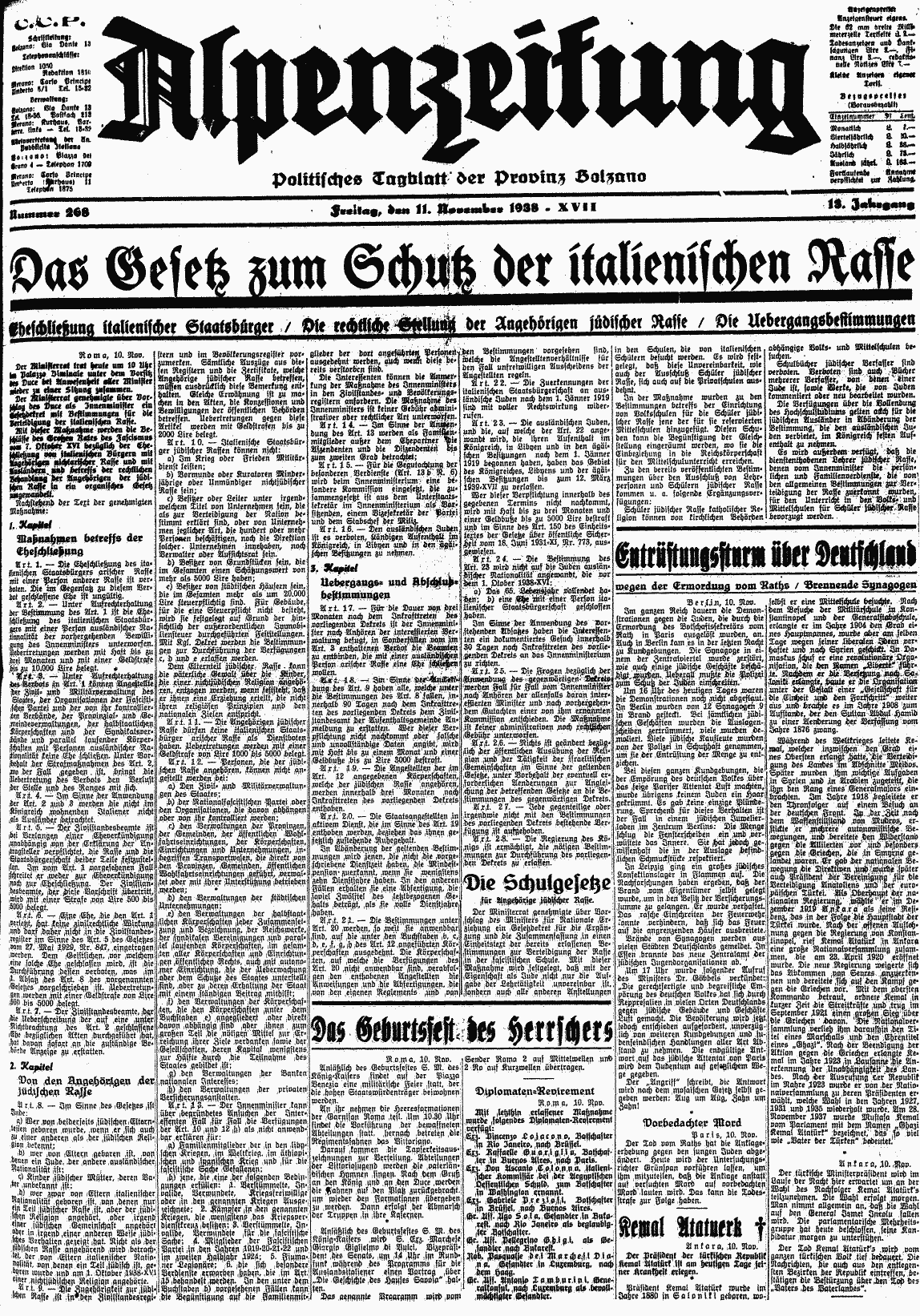
Titelseite der Alpenzeitung vom 11. November 1938, mit dem deutschsprachigen Text der italienischen Rassengesetze.

Juden ohne italienische Staatsangehörigkeit, die nach 1919 eingereist waren, mussten ab 1939 aufgrund der italienischen Rassengesetze das Land verlassen. Nur auf dem Gebiet der italienischen Sozialrepublik wurden italienische Juden per Gesetz im Sommer 1943 zu Ausländern erklärt. Am 20. Januar 1944 stellte die Regierung Badoglio mit königlichem Dekret № 25 die politischen und zivilen Rechte der Juden wieder her.

### Pariser Frieden 1947
Die Artikel 19 und 20 der Friedensvertrags von Paris regelten die Staatsangehörigkeit für abgetretene Gebiete folgendermaßen: Wer zum 10. Juni 1940 seinen Wohnsitz in abgetretenen Gebieten gehabt hatte, wurde automatisch Staatsbürger der aufnehmenden Staaten. Alle Volljährigen oder Verheirateten italienischer Zunge erhielten die Möglichkeit für Italien zu optieren. Das Aufnahmeland konnte dann verlangen, dass solche Optanten nach Italien aussiedelten. Gleiches galt umgekehrt für jugoslawische, in Italien ansässige Bürger. Eine Option eines verheirateten Mannes erstreckte sich auf minderjährige Kinder, aber nicht die Ehefrau.
Die italienischen Formalien regelte ein Optantendekret 1948.

#### Triest

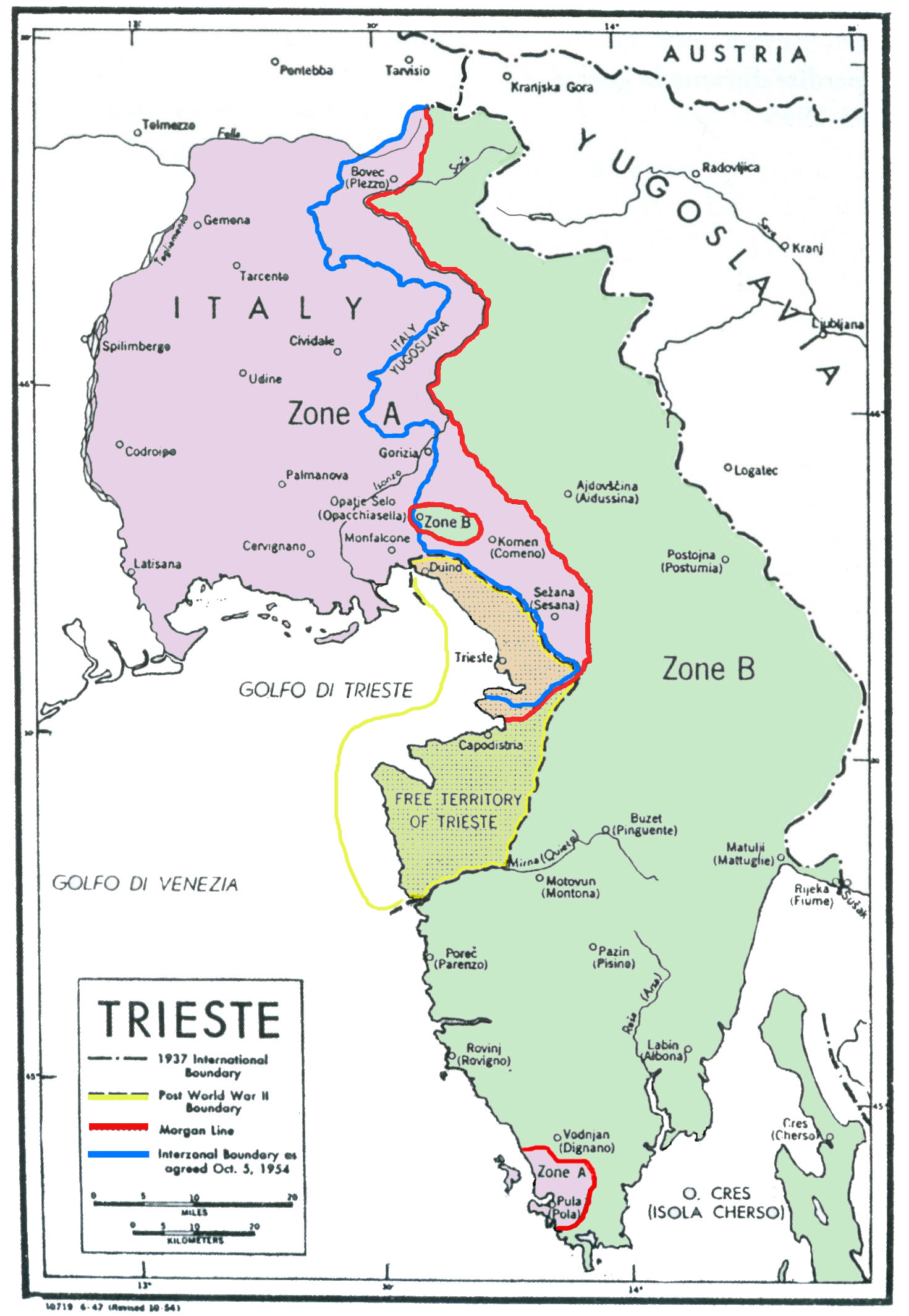
Bei Kriegsende wurden die amerikanischen und jugoslawischen Truppen entlang der “Morgan Line” (rot) entflochten. Diese bildete bis zur Gründung der Freien Stadt Triest den Grenzverlauf.

Aus der Zone B, die effektiv jugoslawisch kontrolliert war vertrieb man 1946 und erneut 1954 den Großteil der verbliebenen Italiener, was jugoslawischerseits als „Option“ umschrieben wurde.

### San Marino
Durch Staatsvertrag ist die doppelte Staatsbürgerschaft unbeschränkt zulässig.

### Vatikan
Alle Personen, die die vatikanische Staatsbürgerschaft verlieren ohne eine weitere zu besitzen, erhalten die italienische Staatsbürgerschaft.

### Asylanten
Italien hat das Abkommen über die Rechtsstellung der Flüchtlinge von 1951 samt dem Protokoll 1967 ratifiziert. Das Staatsangehörigkeitsgesetz sieht für anerkannte Flüchtlinge eine verkürzte Anwartszeit für Einbürgerungen vor.
Die Einschränkungen beim Daueraufenthaltsrecht führen zu eingeschränkten Einbürgerungsmöglichkeiten dieser „neuen Europäer.“  Mehrere, zunehmend verschärfte Gesetze über Abschiebezentren und Strafbewehrung illegalen Aufenthalts zeigen wenig Erfolg den Ansturm zu verringern.
Die Anerkennungsquote von Asylanten liegt in Italien deutlich über dem europäischen Durchschnitt. Viele der als Wirtschaftsflüchtlinge abgelehnten bilden die geschätzt 670.000 clandestini im Lande, die oft als Schwarzarbeiter in der Landwirtschaft oder Obdachlose in den Großstädten eher schlecht als recht leben. Trotz einer restriktiveren werdenden Haltung gegenüber Zuwanderung hat man 2002 und 2003 insgesamt 634.700 Einwanderer ohne regulären Aufenthaltsstatus legalisiert. Hierbei handelte es sich um Europas umfassendste Amnestie.

## Kolonien
Am Horn von Afrika

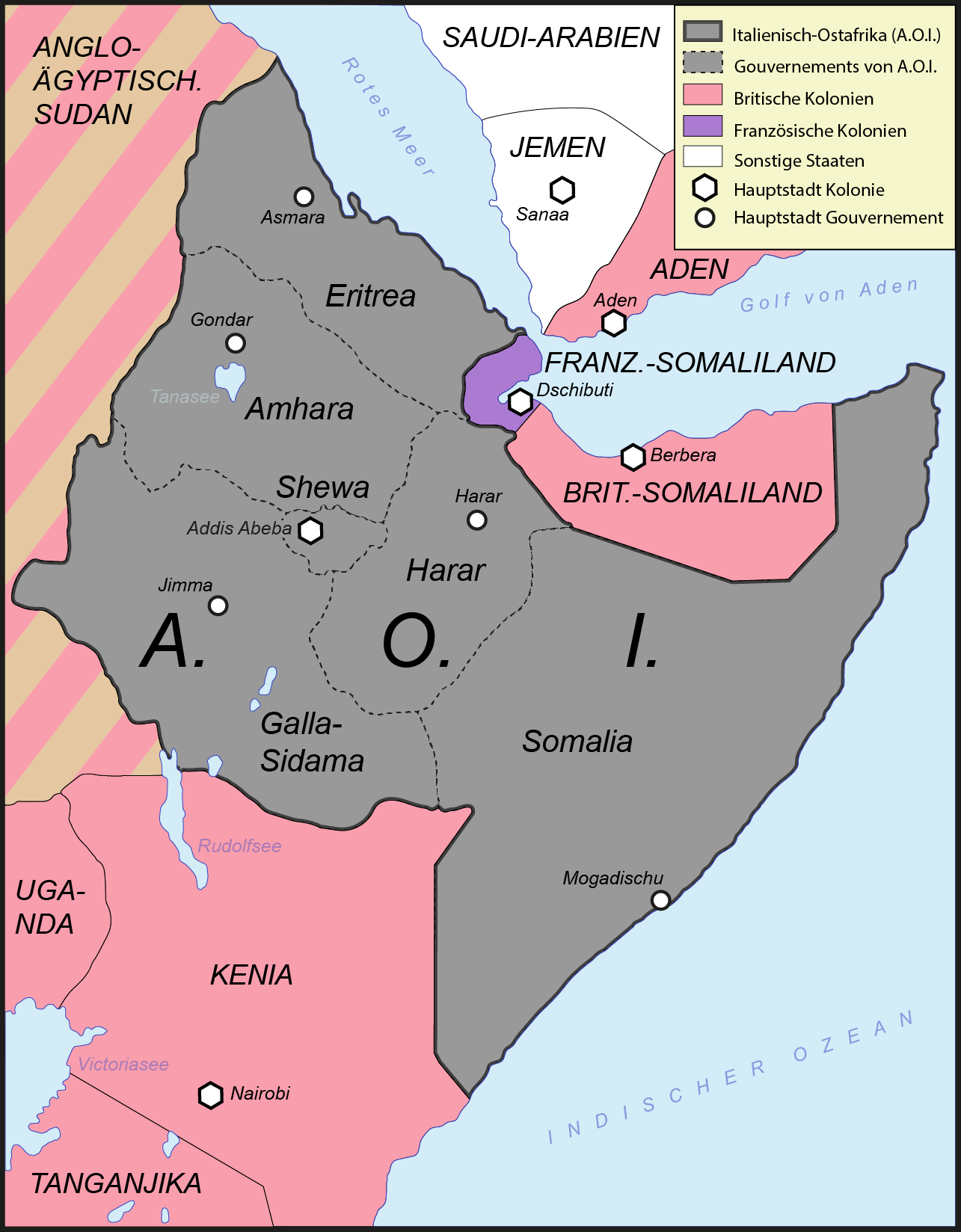
Italienischer Kolonialbesitz in Ostafrika in seiner größten Ausdehnung 1936-41.

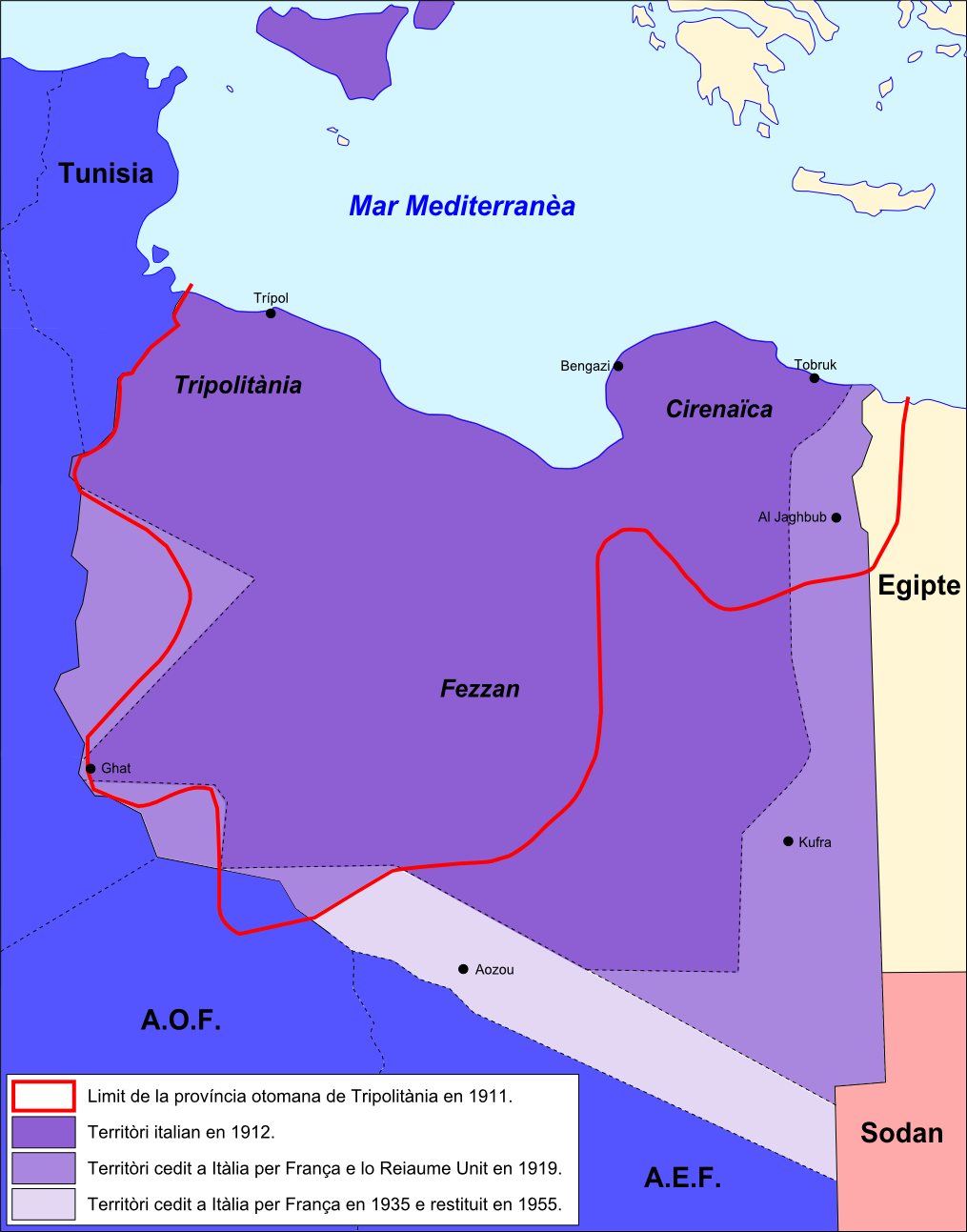
Ausweitung des Machtbereichs in Italienisch-Libyen.

Die Erwerbung der ersten Kolonie Assab erfolgte für die Großreederei Rubattino. Bis 1890 baute Italien seine Präsenz zur Kolonie Eritrea aus. Die italienische Expansion in der Region endete zunächst nach der Schlacht von Adua 1896.
Erst jetzt begann man sich über die Eingeborenen Gedanken zu machen. Statusmäßig unterschieden wurde zwischen italienischen (weißen, christlichen) Bewohnern und Einheimischen. Im postkolonialen Diskurs wird dies als rassistische Praxis gesehen. Zeitgenössisch hatte es jedoch den handfesten praktischen Hintergrund, dass durch Anwendung des (muslimischen) Gewohnheits- speziell Personenstandsrechts, der Widerstand gegen die Kolonisierung gering gehalten werden konnte. Als assimilati bezeichnete man Nicht-Europäer, die einer Bevölkerungsgruppe angehörten, die noch nicht den Stand europäischer Zivilisation erreicht hatten. Gemeint waren Araber (Syrer, jemenitische Juden), Ägypter und Inder. 1894 sprach man von Personen, „die über einen Grad der Zivilisation verfügen, der dem der Europäer ähnelt,“ was ab 1908 für stranierei asiatici galt. Dieser Status wurde 1933 ganz abgeschafft.
Das „Zivilgesetzbuch für die Kolonie Eritrea“ schuf 1905/9 klare Begriffe. Als sudditto coloniale galt jeder in der Kolonie Geborene, der nicht italienischer Vollbürger (cittadino italiano) oder Inhaber einer fremden Staatsbürgerschaft war. Die Verleihung dieses Status für andernorts Geborene, die in der Kolonie lebten oder für diese im Staatsdienst standen konnte nur der Gouverneur vornehmen. Solche Einbürgerungen waren nicht erblich. 

Koloniale Untertanen konnten seit 1908 einen Staatsbürgerschaftsnachweis (certificato di sudditanza coloniale) erhalten.
Mischlinge mit zumindest einem weißen Elternteil wurden automatisch cittadini, bei Findelkindern wurde ggf. nach Augenschein entschieden. Auch eine einen Italiener heiratende eingeborene Frau wurde dadurch Italienerin und blieb es nach Scheidung, sofern sie sich im eigentlichen Italien aufhielt. Kehrte sie in die Kolonie zurück konnte der Gouverneur innerhalb eines Jahres ihren Status bestätigen, wenn sie hinreichend europäisiert war. Die Verheiratung einer Italienerin mit einem Eingeborenen war vom Gouverneur zu genehmigen, sie galt als prinzipiell unerwünscht. Ein Kolonialbeamter, der eine Eingeborene heiratete, war aus dem Dienst zu entlassen.
Ab 1933 gab es für nicht-europäische italienische Untertanen nur noch einen einheitlichen Status. Sudditi eritrei o somali waren demnach alle in der Kolonie Wohnenden und ihre Ehefrauen, die nicht Italiener oder ausländische Bürger waren oder die einen Vater mit diesem Status hatten. Der Gouverneur konnte Zuwanderern diesen Status verleihen, nachdem sie zwei Jahre in der Kolonie gewohnt hatten. Vor Erwerb einer anderen Staatsangehörigkeit war die Zustimmung des Gouverneurs einzuholen.
Koloniale Untertanen konnten Italiener werden, wenn sie beim Gericht nachwiesen, dass sie volljährig und guten Charakters (ohne Vorstrafen) waren. Weiterhin durften sie nicht polygam leben und mussten entweder perfekt Italienisch sprechen oder mindestens drei Jahre Schulbesuch nachweisen.
Die für Eritrea erlassenen Regeln wurden, mit Ausweitung des italienischen Kolonialbesitzes in Ostafrika 1934 und 1936 auf die neu erworbenen Territorien ausgedehnt.
Aufgrund des Männerüberschusses häufiger werdende Mischehen mit Eingeborenen wurden 1937 verboten, so dass auf diesem Weg kein Staatsbürgerschaftserwerb mehr möglich war. Drei Jahre später wurde auch die Legitimation von Mischlingskindern untersagt.
Libia italiana
Während der osmanischen Herrschaft galt das Staatsangehörigkeitsgesetz 1869.
Nach dem Erwerb Tripolitaniens richtete man in Rom ein Kolonialministerium ein, das seit 1937 Ministero dell’Africa Italiana hieß. Ab 1939 waren die nördlichen Gebiete italienische Provinz, während die südlichen Saharagebiete zu einer Militärzone erklärt wurden.
Die Regelungen für Libyen 1934 unterschieden sich kaum von denen für Ostafrika.
Da Italien aufgrund des Verrats Marschall Badoglios offiziell zu den Siegermächten des Zweiten Weltkriegs zählte erlaubte man diesem als Mandatsmacht Libyen bis zur Unabhängigkeit weiter zu verwalten.
Italienische Konzessionen in China
Die Italienische Konzession von Tientsin war 1901-47 nur von China „auf Dauer gepachtet.“ Deren chinesischen Bewohner blieben daher chinesische Untertanen. Durch den Vertrag von Paris fielen auch die noch bedeutungsloseren Konzessionen von Shanghai, Peking (im Legationsviertel), Kulangsu (Amoy) und Hankow an China zurück.

Ein Sonderfall bildeten die (vormaligen) k.u.k.-Bürger italienischer Zunge nicht aus den an Italien gefallenen Gebieten stammend, die aus sibirischer oder japanischer Kriegsgefangenschaft seit Anfang 1918 in der Konzession ankamen. Für sie schuf man den Status eines stranieri speciali.
Albanien
Zur Zeit der Personalunion mit Albanien 1939-43 galt das dortige Gesetz von 1929 weiter.

## Statistik

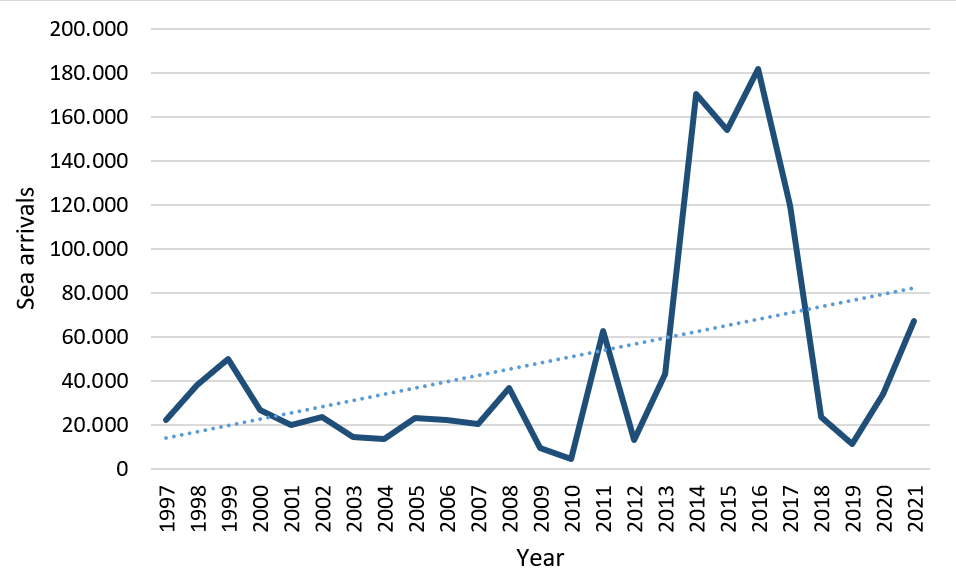
Anzahl der anlandenden illegalen Einwanderer und Asylanten.

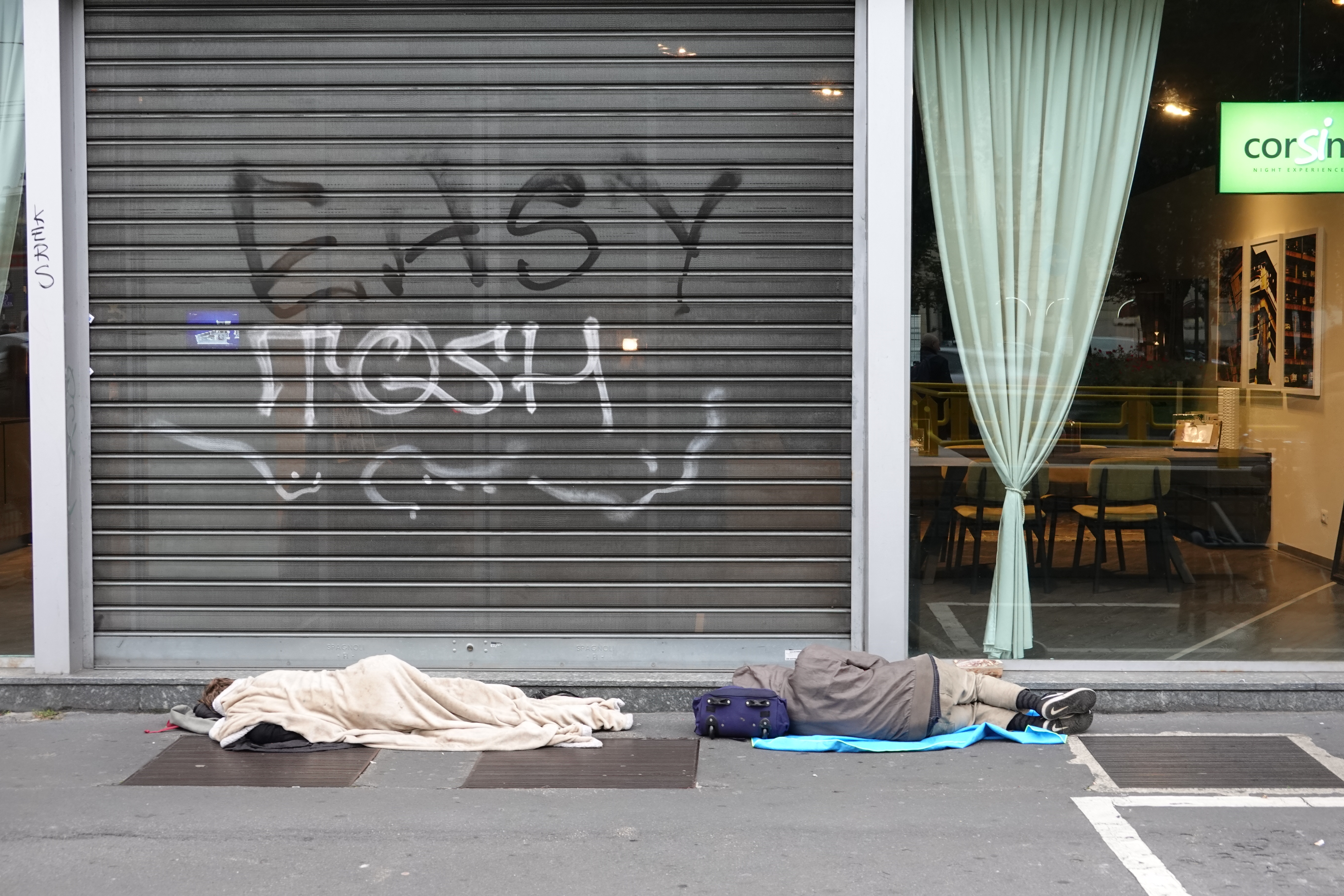
In Großstädten üblich gewordene Anblicke wie dieser haben die Angst vor Überfremdung geschürt.

Seit 1973 ist die jährliche Zahl der Zuwanderer in Italien größer als die der Auswanderer. Seit 1998 gibt es das Register im Ausland lebender Italiener, A.I.R.E. Wer länger als 12 Monate im Ausland lebt hat sich konsularisch anzumelden. 2009 waren 4.208.977 Personen registriert. Das Verfahren im Online-Portal wurde zum 1. Januar 2023 vereinfacht.
Die sogenannten oriundi („Abstammungsitaliener“) werden weltweit auf etwa sechzig Millionen geschätzt. Zwischen 1998 und 2011 haben etwa eine Million Italienischstämmige weltweit einen italienischen Reisepass beantragt, die meisten aus Lateinamerika. Viele lebten in Argentinien und nutzten die durch den italienischen Pass gewonnene Niederlassungsfreiheit der EU, um sich in Spanien anzusiedeln, was dort für Verstimmungen sorgte. 1992 entschied der EuGH, dass Argentinier mit italienischem Pass aufenthaltsrechtlich wie alle anderen EU-Bürger zu behandeln sind, auch wenn sie aus Argentinien in ein EU-Land einreisen und nicht in Italien ansässig waren.
Aus den Volkszählungsdaten 2001 konnte geschlossen werden, dass etwa 3400 Ausländerkinder durch Daueraufenthalt bis Volljährigkeit die italienische Staatsbürgerschaft erhalten hatten. 2010 lebten ca. 780.000 in Italien geborene minderjährige Kinder ausländischer Eltern im Lande. Pro Jahr erreichen etwa 7000 die Volljährigkeit und durch Daueraufenthalt Anspruch auf Einbürgerung auf Antrag, der innerhalb eines Jahres zu stellen ist.
Laut Eurostat schwankte die Zahl der jährlichen Einbürgerungen 2011–21 zwischen 112.000 und 201.000. Zwischen 1. August 2021 und 31. Juli 2022 sind 129.623 neue Anträge auf Einbürgerung gestellt worden. Das waren 45 % mehr als die 89.304 Anträge des Vorjahres. In jenen zwölf Monaten wurden 175.912 Anträge geprüft, davon 76 % bewilligt. Die Einbürgerungsquote von ø 2,1‰ liegt über dem EU-Durchschnitt und erreichte im Spitzenjahr 2010 5,42 ‰. Die Gebühr für einen Einbürgerungsantrag setzte man 2009 auf € 200 fest, dazu kommen € 14,62 Stempelsteuer und die Kosten für beglaubigte Übersetzungen.